# Веб телевизија
Веб телевизија је оригинални епизодни садржај произведен за емитовање путем интернета. Израз „веб телевизија” се такође понекад користи за означавање интернет телевизије уопште, која укључује интернет пренос програма произведених и за онлајн и за традиционалне земаљске, кабловске или сателитске емисије.